# Goniagnathus crocodontis
Goniagnathus crocodontis är en insektsart som beskrevs av Fletcher. Goniagnathus crocodontis ingår i släktet Goniagnathus och familjen dvärgstritar. Inga underarter finns listade i Catalogue of Life.